# Aegires palensis
Aegires palensis is een slakkensoort uit de familie van de Aegiridae. De wetenschappelijke naam van de soort is voor het eerst geldig gepubliceerd in 1990 door Ortea, Luque & Templado.